# Cerapachys zimmermani
Cerapachys zimmermani é uma espécie de formiga do gênero Cerapachys.